# Claudia Polini
Claudia Polini é uma Lista de mulheres matemáticas italiana, especialista em álgebra comutativa. É Glynn Family Honors Collegiate Professor of Mathematics na Universidade de Notre Dame, onde é diretora do Center of Mathematics.

## Formação e carreira
Sua mãe foi professora escolar, e antes de Claudia Polini estar em idade de ir para a escola já resolvia problemas matemáticos das lições de sua mãe.
Graduou-se na Universidade de Pádua em 1990, e obteve um Ph.D. na Universidade Rutgers em 1995, orientada por Wolmer Vasconcelos, com a tese Studies on Singularities.
Após pesquisas de pós-doutorado na Universidade Estadual de Michigan, foi professora assistente no Hope College em Michigan em 1998, seguindo então para a Universidade de Oregon em 2000 e para Notre Dame em 2001.

## Contribuições
Polini é atualmente editora associada do Journal of Commutative Algebra. É co-autora da monografia A Study of Singularities on Rational Curves Via Syzygies, com David Cox, Andrew R. Kustin e Bernd Ulrich.